# Министала I (Козенца)
Министала I је насеље у Италији у округу Козенца, региону Калабрија.
Према процени из 2011. у насељу је живело 57 становника. Насеље се налази на надморској висини од 9 м.